# Erhard Brude
Erhard Brude (auch Erich oder Erhardt; * 1874 in Stuttgart; † 1959 ebenda) war ein deutscher Maler des 20. Jahrhunderts, der vor allem Landschaftsbilder und Porträts erstellte.

## Leben und Wirken
Brude studierte in Stuttgart und an der Kunstakademie München. Er malte Landschaften und Porträts in naturalistischer Auffassung.
Nach der Gründung der Stuttgarter Neuen Sezession im Frühjahr 1929 wurde am 20. August desselben Jahres eine Ausstellung der jungen Künstlergemeinschaft im Gebäude des Württembergischen Kunstvereins eröffnet. Neben Erhard Brude waren Alfred Lehmann, Manfred Pahl, Gustav Schopf, Manfred Henninger, Walter H. Kohler und Heinrich Wägenbaur mit ihren Werken vertreten. Im Katalog zur Ausstellung heißt es: „Erhardt Brude malt, unbekümmert um alle gehobene und bildungsunterfütterte Kunstgepflogenheit, seine Landschaften und Figürliches mit einer Naivität, deren Erzeugnisse erfrischenden Abstand von allen Bildungsdepressionen unserer verwirrenden Zeit haben.“
Einzelausstellungen:
 1957 Langenburg (Hohenlohe)
1960 Bad Mergentheim, Schloss

## Quelle
- W. Fleischhauer/J. Baum/St. Kobell: Die schwäbische Kunst im 19. und 20. Jahrhundert, Stuttgart 1952, S. 205.